# قلعة بردي (كوشك)
قلعة بردي (بالفارسية: قلعه‌بردی) هي منطقة سكنية تقع في إيران في قسم كوشك الريفي. يقدر عدد سكانها بـ 46 نسمة .